# Конка (Пезаро и Урбино)
Конка (итал. Conca) је насеље у Италији у округу Пезаро и Урбино, региону Марке.
Према процени из 2011. у насељу је живело 29 становника. Насеље се налази на надморској висини од 394 м.